# August Kopisch
August Kopisch (Wrocław, 1799. május 26. – Berlin, 1853. február 3.) német költő és festő.

## Élete
Prágában, Bécsben és Drezdában festővé képezte ki magát, de később le kellett mondania ez irányú ambícióiról és Rómában, Nápolyban a költészetnek és régiségtani tanulmányoknak szentelte magát. Ő fedezte fel Capri szigetén a a Kék-barlangot. 1828-ban visszatért Németországba, azután Berlinbe, majd 1847-ben Potsdamba ment. Mint költő főképp humoros írásaival tűnt ki, de lefordította Dante Isteni színjátékát (Berlin, 1840) is. Összes műveit Böttlicher adta ki 1856-ban, 5 kötetben.

## Művei
- Ein Karnevalsfest auf Ischia (novella, Boroszló, 1831)
- Gedichte (Berlin, 1836)
- Agrumi, italienische Volksleider (uo. 1838)
- Die Schlösser und Gärten zu Potsdam (uo. 1856)

## Magyarul
- Lusták népe és a törpék; ford. Deák Ferenc; Jugoreklam, Lyublyana, 1965